# سوق منكو

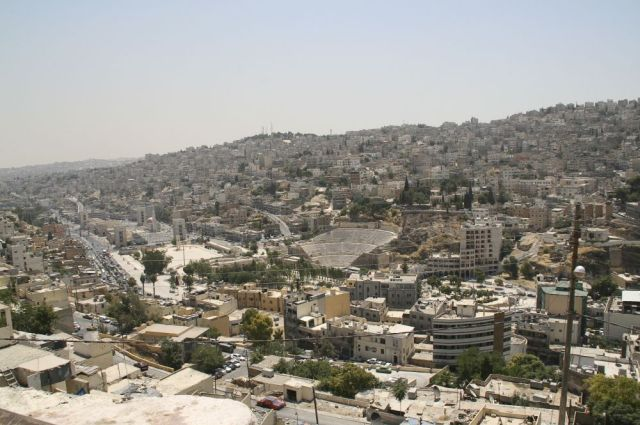
منطقة وسط البلد كما تظهر من جبل القلعة

سوق منكو من معالم منطقة وسط البلد في  مدينة عمّان. ويعتبر أول سوق تجاري أنشأ في عمان حوالي عام 1926 م. حيث تم إنشاؤه من قبل أوائل العائلات التي سكنت مدينة عمان.
وقد أخذ هذا السوق بالإضافة إلى الطابع التجاري الطابع السياسي حيث ضم بين طياته الرعيل الأول من المبايعين للعائلة الهاشمية الذين ساندوا الملك المؤسس مالياً واقتصادياً وسياسياً، حيث كانت هذه العائلات من العائلات الإقطاعية الميسورة.
وينطلق من هذا السوق أيضاً درج منكو والذي تم استيراد ألواح بلاطه من تركيا في تلك الفترة والتي لا تزال موجودة إلى الآن كما هي دون أي تغيير وقد سمي هذا الدرج باسم درج منكو على اسم السوق أيضاً والذي يريط بين وسط البلد من ناحية سوق منكو ومحلات صبري الطباع بشارع بسمان من الخلف والذي بدوره يتعرج باتجاه طلوع جبل عمان الخلفي ليلاقي حي جبل عمان القديم والذي يمتد من الدوار الأول باتجاه شارع بسمان.

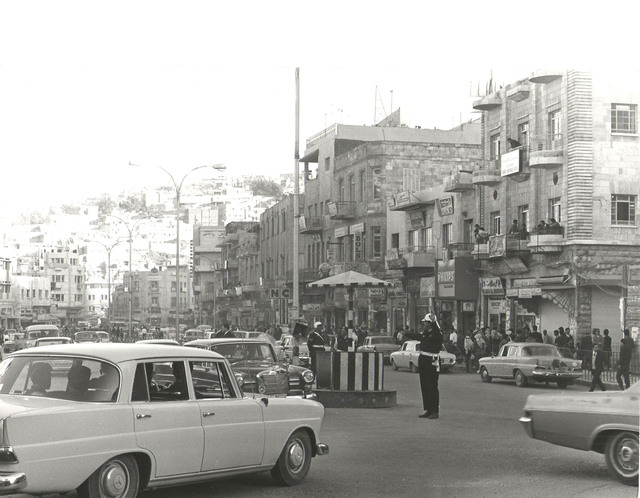
منطقة وسط البلد قديماً

وقد ضم حي جبل عمان القديم أوائل العائلات الارستقراطية الرأسمالية التي سكنت عمان والتي لا تزال قصورهم ومنازلهم شاهدة على عظمة هذه المدينة وتاريخها العريق من بدايات مراحل التأسيس، فقصر منكو يعتبر أول قصر أنشأ في عمان والذي يسمى القصر الأحمر مطلاً على مدينة عمان من أعلى التلة بشرفاته الممتدة وحديقته المشهورة وبجانبه قصر آخر كان يطلق عليه (السرايا)، حيث كان يضم كافة اجتماعات أهل السلطة والنفوذ اجتماعياً وسياسياً مع الملك المؤسس عبد الله الأول بن حسين.